# 馬爾特維利市鎮

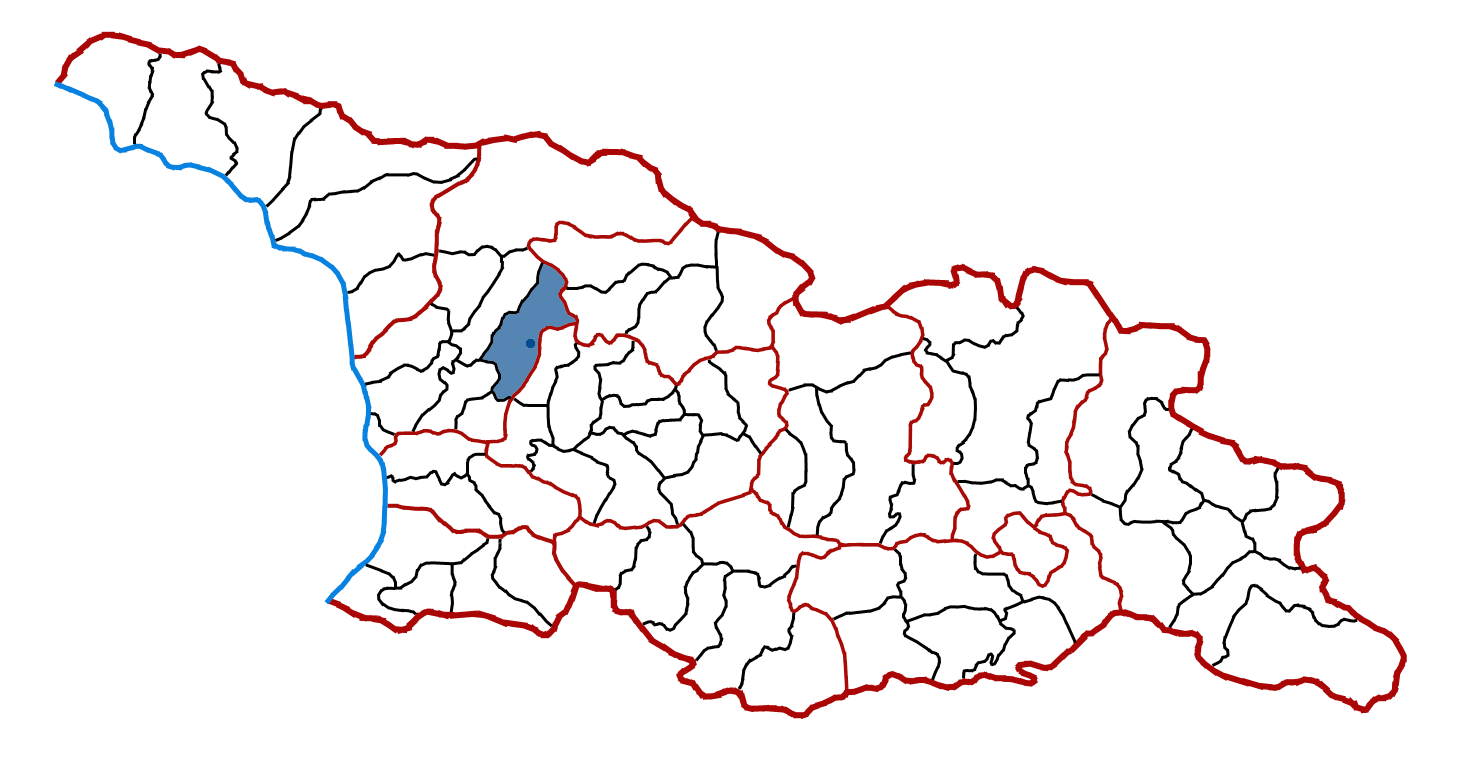

42°25′N 42°22′E / 42.417°N 42.367°E
馬爾特維利市鎮，是格魯吉亚西北部拉恰-列其呼米和下斯瓦内蒂大区的市镇，行政中心为馬爾特維利。市镇面積为881平方公里，2014年人口数量为33,463人，人口密度每平方公里51人。